# Carrozzeria Mantelli
La Carrozzeria Mantelli era una carrozzeria automobilistica italiana attiva dal 1922 al 1965.

## Storia
Fu fondata nel 1922 da Piero Mantelli, che rilevò la precedente Carrozzeria Italiana. Inizialmente la carrozzeria aveva sede in piazza Rebaudengo 27 a Torino, da sempre, e specie nei primi tre decenni del XX secolo, una delle capitali europee dell'automobile.
Fin dai primi anni di attività si specializzò nel vestire marchi storici dell'epoca come la Diatto e l'Ansaldo.
Negli anni trenta, invece, si dedicò alla produzione di carrozzerie per mezzi industriali, ma l'arrivo della Seconda guerra mondiale ne interruppe l'attività, situazione pesantemente aggravata dal bombardamento degli impianti, avvenuto il 13 luglio 1943.
L'attività poté essere ripresa solo nel 1950 dai due figli di Piero Mantelli, ma i vecchi impianti non vennero ricostruiti. Semplicemente ne vennero utilizzati degli altri, con sede a Dusino San Michele (AT), lungo la S.S.10. Anche in questa sua nuova vita, la carrozzeria Mantelli si dedicò in particolare ai veicoli industriali. Ma dopo pochi anni, ritornò alle autovetture, ed in particolare si cimentò nel campo delle fuoriserie su base Fiat. Sono da ricordare, a questo proposito, le sue special prodotte in piccola serie, principalmente realizzate su autotelai di vari modelli FIAT. Particolarmente originale l'allestimento "Giardinetta" della Fiat 600 Multipla, le trasformazioni a 4 porte delle Fiat 600 e 850, oltre all'elegante spider "Midget", su base Fiat 1100/103, ispirato alle MG TF.
Suscitò grande ammirazione la Fiat 217 Superambulanza, presentata al Salone di Torino del 1964, con cui la Carrozzeria Mantelli delineava un mezzo di soccorso attrezzato per l'assistenza medica già durante il trasporto. Tale creazione non ebbe alcun seguito, forse perché troppo in anticipo sui tempi.
La carrozzeria chiuse i battenti nel 1965.

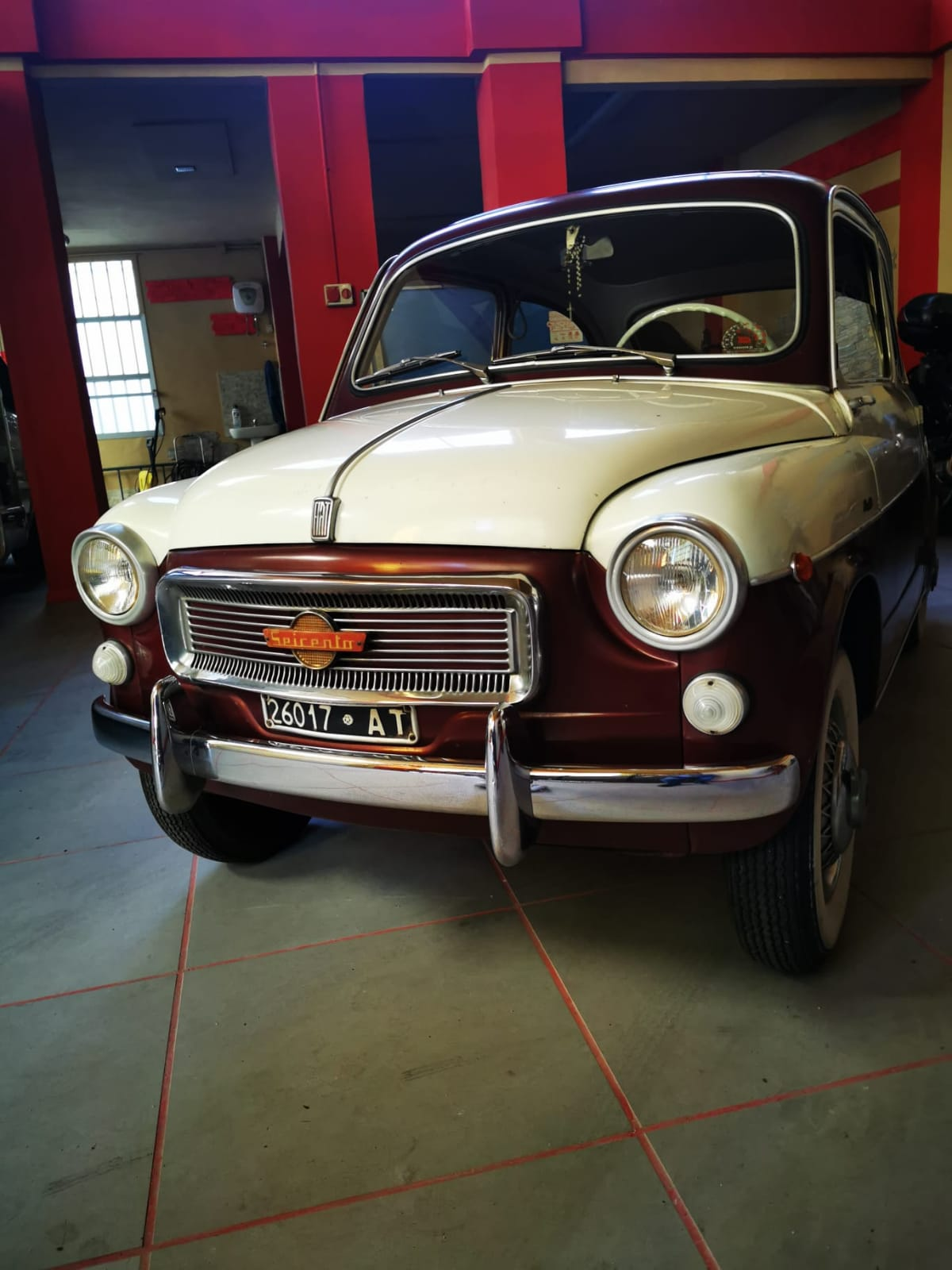
Esemplare di Fiat 600 - carrozzeria Mantelli conservata presso la Deccari